# Троїцьке (Одеський район)
Тро́їцьке — село в Україні, в Яськівській сільській громаді у Одеському районі Одеської області. Населення становить 5178 осіб.

## Географія
Поблизу села розташовано ландшафтний заказник місцевого значення Діброва болотного дуба.

## Історія
Станом на 1886 рік у селі Граденіцької волості Одеського повіту Херсонської губернії, мешкало 2546 осіб, налічувалось 497 дворових господарств, існували єдиновірна церква, школа, 5 лавок, відбувались базари через 2 тижні по четвергах.
Під час організованого радянською владою Голодомору 1932—1933 років помер щонайменше 251 житель села.

## Політика

### Парламентські вибори, 2019
На позачергових парламентських виборах 2019 року у селі функціонували окремі виборчі дільниці № 510270 і 510271, розташовані у приміщеннях сільської ради і школи відповідно.
Результати
- зареєстровано 3740 виборців, явка 39,22%, найбільше голосів віддано за «Опозиційну платформу — За життя» — 54,14%, за «Слугу народу» — 31,31%, за Партію Шарія — 3,79%.[3] В одномандатному окрузі найбільше голосів отримав Сергій Червачов (самовисування) — 38,62%, за Сергія Колебошина (Слуга народу) — 20,44%, за Василя Гуляєва (самовисування) — 19,03%[4].

## Населення
Згідно з переписом 1989 року населення села становило 5507 осіб, з яких 2445 чоловіків та 3062 жінки.
За переписом населення 2001 року в селі мешкало 5185 осіб.

### Мова
Розподіл населення за рідною мовою за даними перепису 2001 року:
| Мова       | Відсоток |
| ---------- | -------- |
| російська  | 74,1 %   |
| українська | 20,51 %  |
| молдовська | 4,11 %   |
| болгарська | 0,29 %   |
| вірменська | 0,25 %   |
| гагаузька  | 0,15 %   |
| білоруська | 0,04 %   |

## Пам'ятки
- Свято-Миколаївська церква;
- Братська могила[d] 19 радянських воїнів, загиблих при звільненні села 8 квітня 1944 року;
- Братська могила[d] 2 радянських воїнів, загиблих при звільненні села 8 квітня 1944 року;
- Братська могила[d] 23 радянських воїнів, загиблих при звільненні села 8 квітня 1944 року;
- Братська могила[d] радянських воїнів, загиблих при обороні м. Одеси;
- Пам'ятник радянським воїнам-визволителям[d] та пам'ятник воїнам-односельцям, загиблим в роки Великої Вітчизняної війни;
- Братська могила[d] 47 радянських воїнів, загиблих при звільненні села 8 квітня 1944 року, та пам'ятник воїнам-односельцям, загиблим на фронтах Великої Вітчизняної війни. Скульптура воїна, меморіальні плити. Братська могила 47 радянських воїнів; Пам'ятник 403 воїнам-односельцям;
- Курган № 38 (сер. IV тис. до н. е. — XIV ст. н. е.);
- Курган № 39 (сер. IV тис. до н. е. — XIV ст. н. е.);
- Курган № 40 (сер. IV тис. до н. е. — XIV ст. н. е.);

## Відомі люди
- Кочубинський Олександр Олександрович (1845—1907) — філолог, історик слов'ян (поляків чехів, болгар), археолог. Лауреат Макаріївської премії.
- Пихтін Олександр Михайлович[ru] (1899—1959) — радянський військовий діяч, генерал-майор (1942 рік).
- Пироженко Олександр Сергійович (1923—2012) — радянський генерал-майор, начальник Уссурійського суворовського військового училища (1975—1985).